# Physical Review Letters
Physical Review Letters é uma revista científica que publica estudos e matérias sobre física. Criada em 1958, é publicada pela American Physical Society como parte da série Physical Review. Physical Review Letters especializa-se em artigos curtos (3-5 páginas).